# Troglohyphantes boudewijni
Espèce
Troglohyphantes boudewijni est une espèce d'araignées aranéomorphes de la famille des Linyphiidae.

## Distribution
Cette espèce est endémique du Monténégro.

## Description
Le mâle holotype mesure 2,40 mm et la femelle paratype 2,59 mm.

## Étymologie
Cette espèce est nommée en l'honneur de Boudewijn Deeleman, le fils de Christa Laetitia Deeleman-Reinhold.

## Publication originale
- Deeleman-Reinhold, 1974 : The cave spider fauna of Montenegro (Araneae). Glasnik Republičkog zavoda za zaštitu prirode - Prirodnjačkog muzeja. Titograd, vol. 6, p. 9-33.